# Aerosmith (álbum)
Aerosmith é o álbum de estreia da banda de rock estadunidense Aerosmith, lançado em 5 de janeiro de 1973. O álbum foi gravado em duas semanas na Intermedia Studio em Boston, Massachusetts. Boa parte do disco é fortemente influenciado pelo blues. A canção "Walkin' the Dog" é um cover originalmente realizada por Rufus Thomas. Também está no álbum a canção "Dream On", que se tornou um single top dez americano quando re-lançada em 1976. "Dream On" foi lançada primeiro como single em 1973, o álbum alcançou a posição #21 na Billboard 200.

## História
Depois de entrar em uma parceria com Frank Connelly, Krebs David e Leber Steve convidou membros de duas gravadoras - Atlantic Records e Columbia Records - para ver um show do Aerosmith em Max's Kansas City. Clive Davis, presidente da Columbia, ficou impressionado com o grupo e o Aerosmith assinou com a Columbia, no verão de 1972.
O grupo, então, gravou seu primeiro álbum em Intermedia Studios, em Boston, Massachusetts com produtor musical Adrian Barber.
O álbum não foi um sucesso quando foi lançado em janeiro de 1973. A canção "Dream On" foi lançado como um single em 27 de junho de 1973 e alcançou a posição #59 na Billboard Hot 100.

## Recepção
| Críticas profissionais | Críticas profissionais |
| Avaliações da crítica  | Avaliações da crítica  |
| Fonte                  | Avaliação              |
| ---------------------- | ---------------------- |
| Allmusic               | [ 2 ]                  |
| Rolling Stone          | [ 3 ]                  |

O álbum recebeu críticas positivas. Stephen Thomas Erlewine do Allmusic disse que o álbum mostra claramente todos os atributos da banda que se tornaria a definição do hard rock americano das bandas dos anos 70.

## Faixas
| Lado 1 |                  |                       |         |  |
| N.º    | Título           | Compositor(es)        | Duração |  |
| 1.     | "Make It"        | Steven Tyler          | 3:38    |  |
| 2.     | "Somebody"       | Steven Emspack, Tyler | 3:45    |  |
| 3.     | "Dream On"       | Tyler                 | 4:27    |  |
| 4.     | "One Way Street" | Tyler                 | 7:00    |  |

| Lado 2         |                     |                  |         |  |
| N.º            | Título              | Compositor(es)   | Duração |  |
| 1.             | "Mama Kin"          | Tyler            | 4:27    |  |
| 2.             | "Write Me a Letter" | Tyler            | 4:10    |  |
| 3.             | "Movin' Out"        | Joe Perry, Tyler | 5:02    |  |
| 4.             | "Walkin' the Dog"   | Rufus Thomas     | 3:12    |  |
| Duração total: | Duração total:      | Duração total:   | 35:44   |  |

## Créditos
- Steven Tyler - vocais, gaita, percussão, flauta
- Joe Perry - guitarra, vocais de apoio
- Brad Whitford - guitarra
- Tom Hamilton - baixo
- Joey Kramer - bateria, percussão

### Pessoal adicional
- David Woodford - saxofone em "Mama Kin" e "Write Me a Letter"
- Frank Ishebool - acordeão

## Produção
- Produtor: Adrian Barber
- Engenheiros: Adrian Barber, Caryl Weinstock
- Encarte do álbum: Stu Werbin

## Charts
Álbum - Billboard (EUA)
| Ano  | Chart         | Posição |
| ---- | ------------- | ------- |
| 1973 | Billboard 200 | 21      |

Singles - Billboard (EUA)
| Ano  | Single                 | Chart                 | Posição |
| ---- | ---------------------- | --------------------- | ------- |
| 1973 | "Dream On"             | The Billboard Hot 100 | 59      |
| 1973 | "Mama Kin"             | The Billboard Hot 100 | 75      |
| 1976 | "Dream On" (re-edição) | The Billboard Hot 100 | 6       |

## Certificações
| Organização  | Nível      | Data                 |
| ------------ | ---------- | -------------------- |
| RIAA         | Ouro       | 11 de setembro, 1975 |
| RIAA         | Platina    | 21 de novembro, 1986 |
| RIAA         | 2x Platina | 21 de novembro, 1986 |
| Music Canada | Ouro       | 1 de novembro, 1976  |
| Music Canada | Platina    | 1 de maio, 1979      |

## Ligações Externas
- «Aerosmith» (em inglês). no MusicBrainz
- «Aerosmith oficial website» (em inglês)